# Задорнов Михайло Михайлович
Михайло Михайлович Задорнов (рос. Михаил Михайлович Задорнов; нар. 4 травня 1963, Москва) — російський економіст і державний діяч, голова правління банку «ФК Відкриття».

## Біографія
Народився в родині геологів.
Кандидат економічних наук.
1988–1990 — науковий співробітник Інституту економіки АН СРСР.
1989–1990 — експерт планово-бюджетної комісії Верховної Ради СРСР.
У 1990 році — член Державної комісії з економічної реформи Ради Міністрів РРФСР.
1991–1993 — провідний науковий співробітник, член ради Центру економічних і політичних досліджень.
Депутат Державної думи Російської Федерації I–IV скликань.
Міністр фінансів Росії (1997–1999).
Нагороджений орденом «За заслуги перед Вітчизною» IV ступеня і Почесною грамотою Уряду Росії.

## Санкції
Задорнов Михайло Михайлович здійснював комерційну діяльність в секторах економіки, що забезпечує істотне джерело доходу для уряду Росії, котрий ініцїював військові дії і геноцид цивільного населення в Україні.